# Oxypleurodon bidens
Oxypleurodon bidens is een krabbensoort uit de familie van de Epialtidae. De wetenschappelijke naam van de soort is voor het eerst geldig gepubliceerd in 1969 door Sakai.